# روني ستيفنز
روني ستيفنز (بالإنجليزية: Ronnie Stevens)‏ هو ممثل بريطاني (وحمل سابقاً جنسية المملكة المتحدة لبريطانيا العظمى وأيرلندا)، ولد في 2 سبتمبر 1925 بلندن في المملكة المتحدة، وتوفي في 11 نوفمبر 2006 في المملكة المتحدة.

## أعمال

### أفلام
- (1998) ذي بارينت تراب

## وصلات خارجية
- روني ستيفنز على موقع IMDb (الإنجليزية)
- روني ستيفنز على موقع أول موفي (الإنجليزية)
- روني ستيفنز على موقع قاعدة بيانات الأفلام السويدية (السويدية)
- روني ستيفنز على موقع قاعدة بيانات الفيلم (الإنجليزية)